# Stenogobius kyphosus
Stenogobius kyphosus är en fiskart som beskrevs av Watson, 1991. Stenogobius kyphosus ingår i släktet Stenogobius och familjen smörbultsfiskar. Inga underarter finns listade i Catalogue of Life.